# Кубок Латвии по футболу 2001
Ку́бок Ла́твии по футбо́лу 2001 года — 60-й розыгрыш Кубка Латвии по футболу.

## 1/16 финала
| Дата       | Хозяева             | Счёт | Гости                |
| ---------- | ------------------- | ---- | -------------------- |
| 07.04.2001 | Бауска              | 0:3  | ЮФЦ Сконто (Рига)    |
| 07.04.2001 | Ауда (Рига)         | 5:0  | Кварцс (Мадона)      |
| 07.04.2001 | Резекне             | 5:0  | МБС (Алуксне)        |
| 07.04.2001 | Акора (Седа)        | 5:0  | РФШ Национале (Рига) |
| 07.04.2001 | Робежсардзе (Лудза) | 3:1  | Фортуна (Огре)       |
| 07.04.2001 | РАФ Елгава          | 7:1  | Сакарниекс (Малта)   |

## 1/8 финала
| Дата       | Хозяева             | Счёт         | Гости                             |
| ---------- | ------------------- | ------------ | --------------------------------- |
| 10.04.2001 | Балву Вилки (Балви) | 0:11         | Сконто (Рига)                     |
| 10.04.2001 | ЮФЦ Сконто (Рига)   | 0:3          | Рига                              |
| 10.04.2001 | Ауда (Рига)         | 0:2          | Металлург (Лиепая)                |
| 10.04.2001 | Резекне             | 2:3          | Сталкерс/Земессардзе (Даугавпилс) |
| 10.04.2001 | Вентспилс           | 4:0          | Варавиксне (Лиепая)               |
| 10.04.2001 | Акора (Седа)        | 0:3          | ПФК/Даугава (Рига)                |
| 10.04.2001 | Робежсардзе (Лудза) | 0:8          | Динабург (Даугавпилс)             |
| 10.04.2001 | РАФ Елгава          | 1:1 (п. 3:5) | Валмиера                          |

## 1/4 финала
| Дата       | Хозяева               | Счёт         | Гости                             |
| ---------- | --------------------- | ------------ | --------------------------------- |
| 16.04.2001 | Металлург (Лиепая)    | 5:0          | Сталкерс/Земессардзе (Даугавпилс) |
| 16.04.2001 | Динабург (Даугавпилс) | 1:0          | Валмиера                          |
| 22.04.2001 | Сконто (Рига)         | 2:0          | Рига                              |
| 22.04.2001 | ПФК/Даугава (Рига)    | 0:0 (п. 3:5) | Вентспилс                         |

## 1/2 финала
| Команда 1          | Итог | Команда 2             | 1-й матч | 2-й матч |
| ------------------ | ---- | --------------------- | -------- | -------- |
| Металлург (Лиепая) | 2:5  | Сконто (Рига)         | 1:1      | 1:4      |
| Вентспилс          | 2:3  | Динабург (Даугавпилс) | 0:2      | 2:1      |

## Финал
| Дата       | Хозяева       | Счёт | Гости                 |
| ---------- | ------------- | ---- | --------------------- |
| 23.05.2001 | Сконто (Рига) | 2:0  | Динабург (Даугавпилс) |

| 23 мая 2001                    | \| Сконто (Рига) \| 2:0 (0:0) \| Динабург (Даугавпилс) \| \| Михолап 69′ · Закрешевский 82′ \| Голы \| \| | Стадион «Сконто», Рига Зрителей: 2 000 Судья: Роман Лаюкс (Рига) |
| Сконто (Рига)                  | 2:0 (0:0)                                                                                                 | Динабург (Даугавпилс)                                            |
| Михолап 69′ · Закрешевский 82′ | Голы |                                                                  |

| Обладатель Кубка Латвии 2001 |
| ---------------------------- |
| «Сконто» (Рига) 6-й титул    |